# هيوي لويس
هيوي لويس (بالإنجليزية: Huey Lewis) هو مغن مؤلف وفنان الشارع وموسيقي ومغني وممثل أمريكي، ولد في 5 يوليو 1950 في نيويورك في الولايات المتحدة.

## أعمال

### أفلام
- (1985) العودة إلى المستقبل[6][7]

## وصلات خارجية
- الموقع الرسمي
- هيوي لويس على موقع IMDb (الإنجليزية)
- هيوي لويس على موقع روتن توميتوز (الإنجليزية)
- هيوي لويس على موقع ألو سيني (الفرنسية)
- هيوي لويس على موقع ميوزك برينز (الإنجليزية)
- هيوي لويس على موقع أول موفي (الإنجليزية)
- هيوي لويس على موقع قاعدة بيانات برودواي على الإنترنت (الإنجليزية)
- هيوي لويس على موقع قاعدة بيانات برودواي على الإنترنت (الإنجليزية)
- هيوي لويس على موقع قاعدة بيانات الأفلام السويدية (السويدية)
- هيوي لويس على موقع إن إن دي بي (الإنجليزية)
- هيوي لويس على موقع أول ميوزيك (الإنجليزية)